# Bellota peckhami
Espèce
Bellota peckhami est une espèce d'araignées aranéomorphes de la famille des Salticidae.

## Distribution
Cette espèce est endémique du Venezuela.

## Description
Le mâle décrit par Peckham et Peckham en 1892 sous le nom erroné de Bellota formicina mesure 1,5 mm.

## Systématique et taxinomie
Bellota peckhami a été désignée espèce type du genre Bellota.

## Publication originale
- Galiano, 1978 : Fauna desertico-costera peruana-V: Dos Salticidae (Araneae) de Piura. Revista Peruana de Entomología Agricola, vol. 21, p. 27-30.